# نی (گیاه)
نی (نام علمی: Phragmites australis) یکی از گیاهان چندساله از تیرهٔ گندمیان است. این یک علف تالاب است که می‌تواند تا ۶ متر بلند شود و در سراسر جهان پراکندگی دارد.

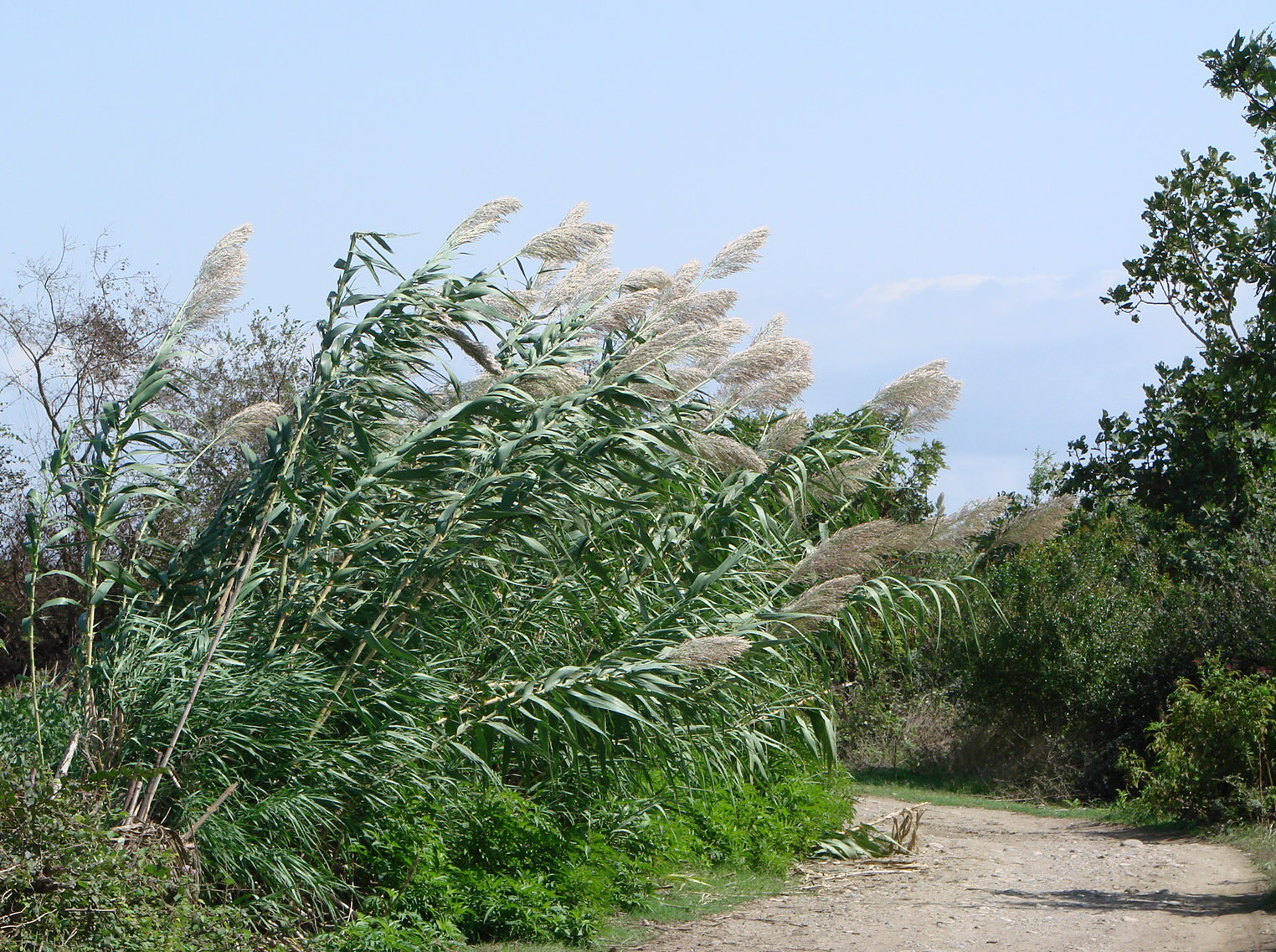
نی‌زاری در شهر جویبار

## نگارخانه

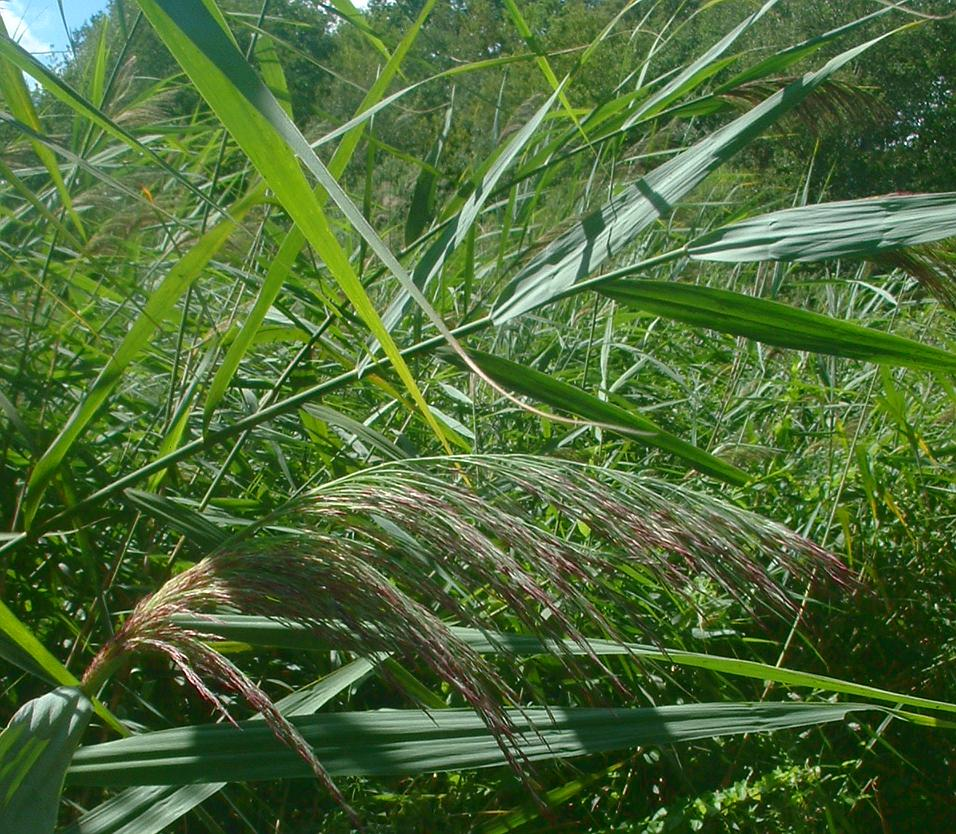
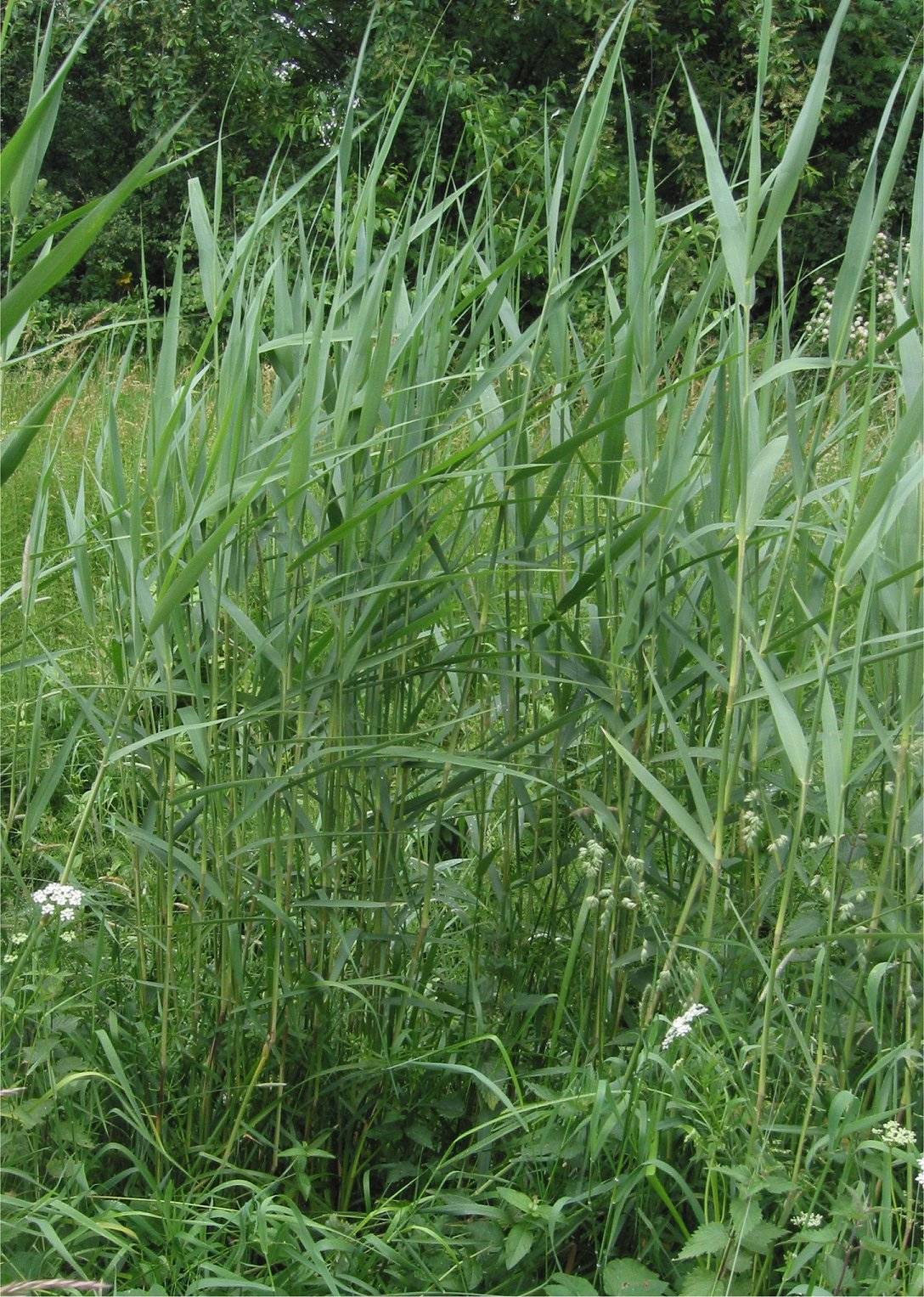
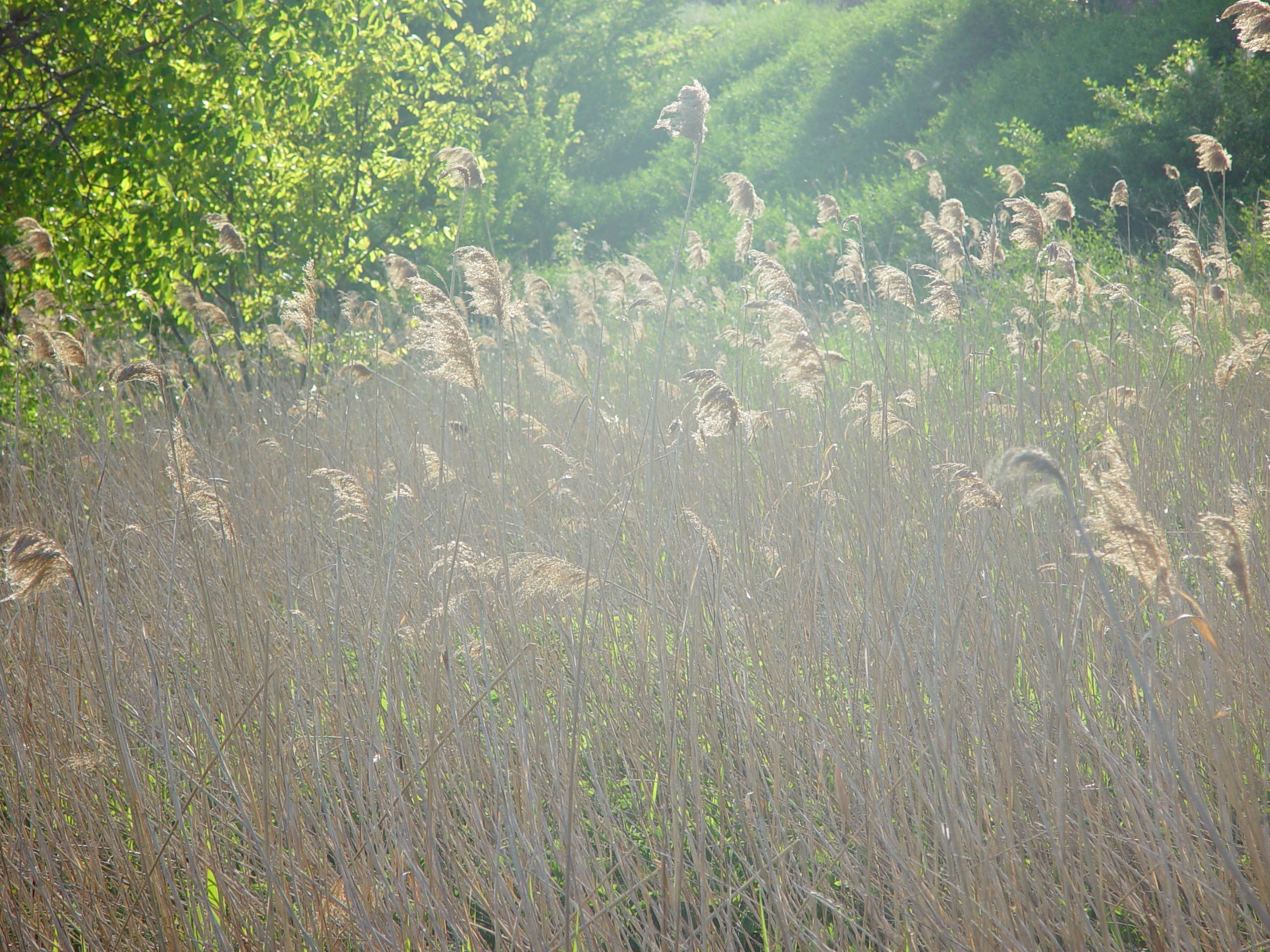
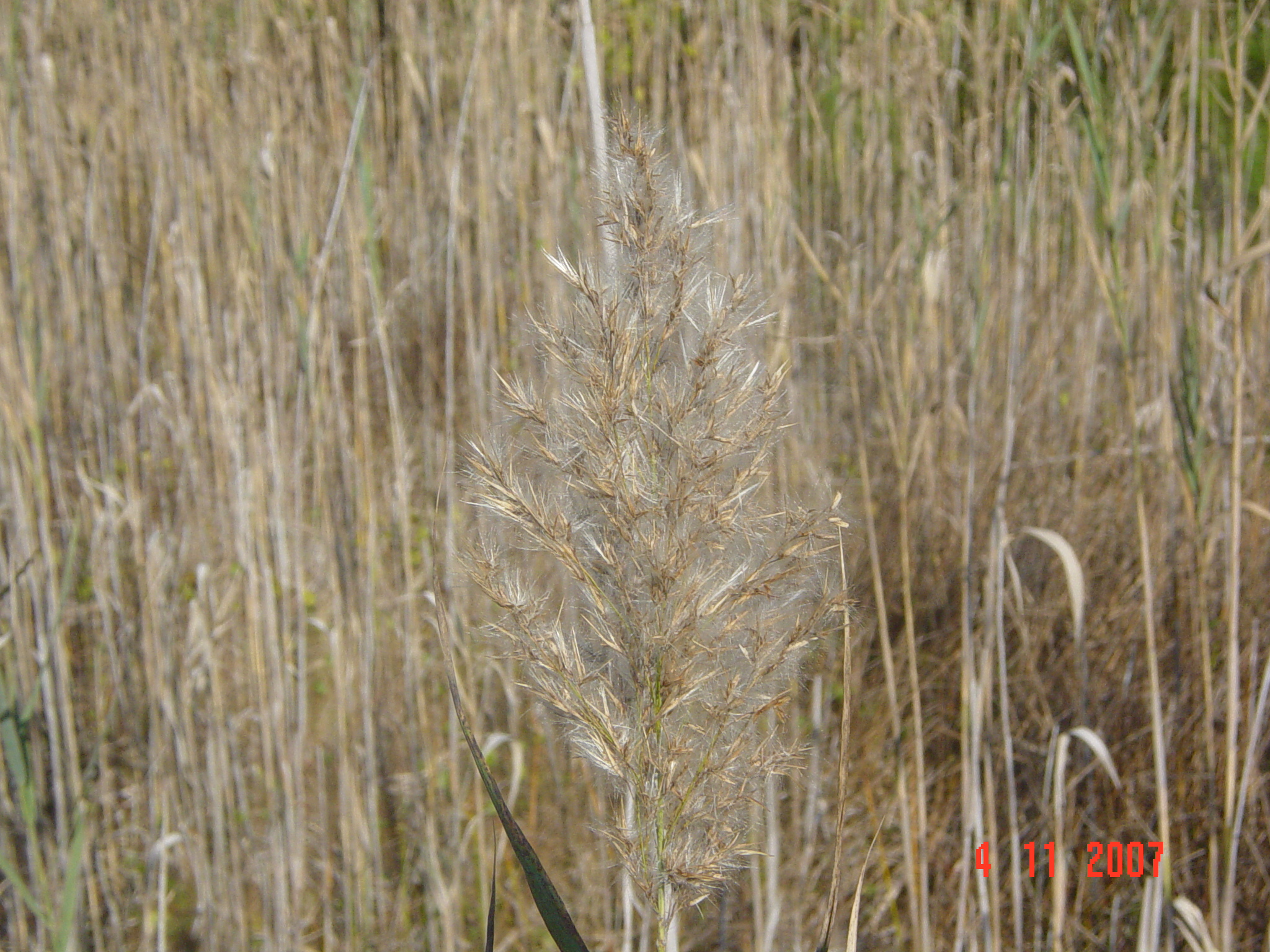
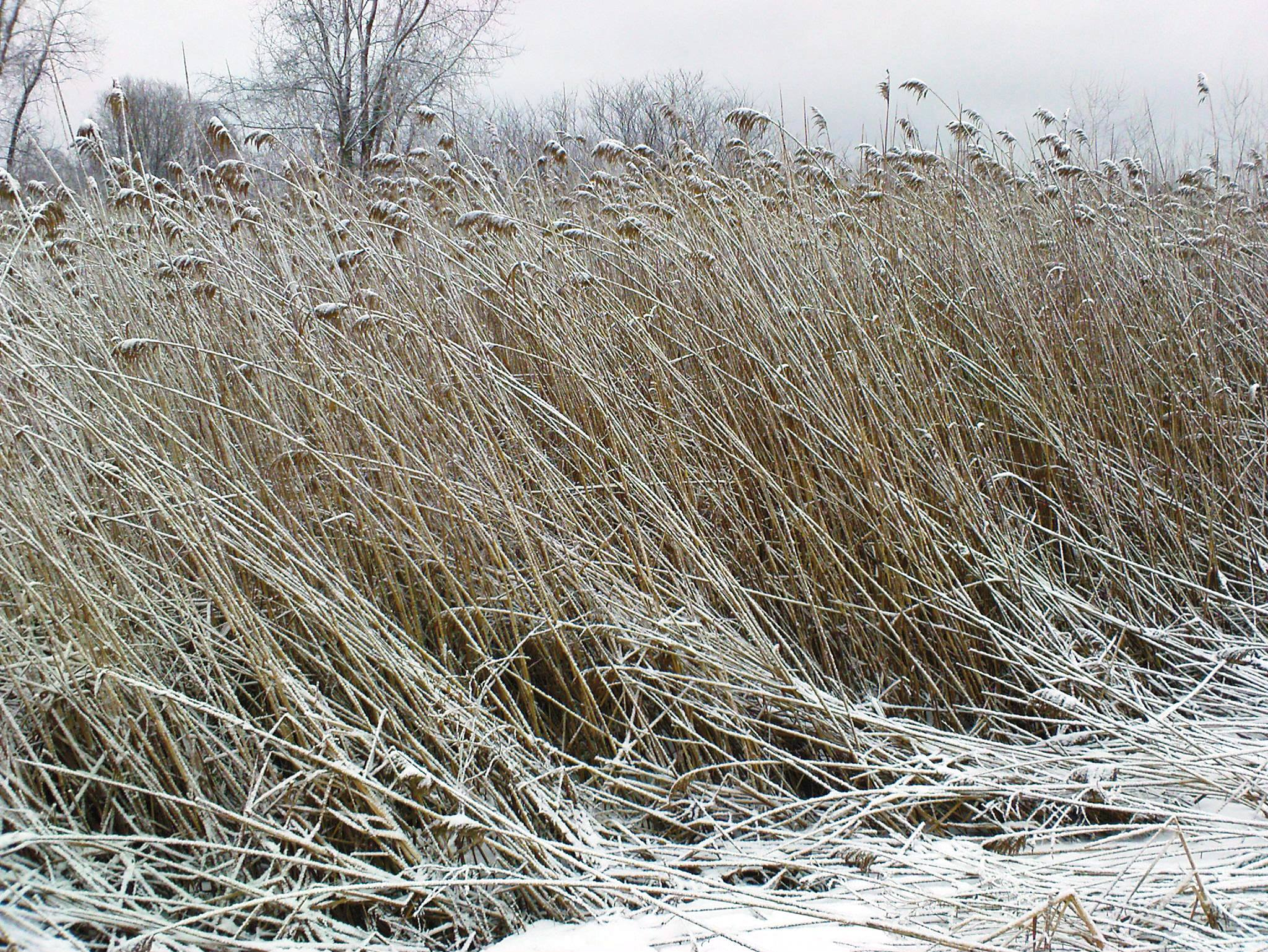